# Масчян, Анаит Акоповна
Масчян Анаида Яковлевна (9 ноября 1900 — 3 января 1989, Ереван) — армянская советская актриса, народная артистка Армянской ССР (1950).
Училась в Московской драматической студии (1919—1924).
В 1928 году поступила в Ленинаканский театр им. Мравяна.
С 1930 года работала в Армянском театре им. Сундукяна. Характерная и драматическая актриса.

## Семья
- Муж — народный артист АрмССР — Армен Карпович Гулакян.
- Внучатый племянник — кинокритик и продюсер — Армен Николаевич Медведев.

## Театральные работы
ТЮЗ
- Фелисата Герасимовна Кукушкина («Доходное место»)
- Нато («Гикор» по Туманяну)
- Устиан («Храбрый Назар» Демирчяна)

Театр имени Сундукяна
- Анна («На заре» Гулакяна)
- Мария Александровна («Семья» Попова)
- Каренина («Живой труп») и др.

## Фильмография
- 1961 — Тжвжик — прихожанка церкви
- 1968 — Братья Сарояны — мать

## Награды
- Народная артистка Армянской ССР (1950).
- Медаль «За трудовое отличие» (27.06.1956).